# Schmira
Schmira, Erfurt-Schmira – dzielnica miasta Erfurt w Niemczech, w kraju związkowym Turyngia.